# 31. San-marinesisches Kabinett
Das 31. Kabinett, bestehend aus Mitgliedern der Parteien Partito Democratico Cristiano Sammarinese (PDCS), Partito Socialista Sammarinese (PSS) und Partito dei Democratici (PdD), regierte San Marino vom 12. Dezember 2003 bis zum 27. Juli 2006.
Es war bereits das fünfte Kabinett seit der Parlamentswahl vom 10. Juni 2001. Neu kamen die DdC ins Kabinett, welches von zehn auf acht Minister verkleinert wurde. Dass Ressort für Justiz wurde vom Außenminister geleitet und das Tourismusressort wurde dem Arbeitsminister zugeordnet. Die PDCS stellte vier Minister, die beiden anderen Parteien je zwei Minister.
Im Februar 2005 schlossen sich die Regierungsparteien PSS und PdD zum Partito dei Socialisti e dei Democratici (PSD) zusammen.

## Liste der Minister
Die san-marinesische Verfassung kennt keinen Regierungschef, im diplomatischen Protokoll nimmt der Außenminister die Rolle des Regierungschefs ein.
| Amt         | Minister                | Partei  | Amtszeit                                           |
| ----------- | ----------------------- | ------- | -------------------------------------------------- |
| Auswärtiges | Fabio Berardi           | PSS/PSD | 12. Dezember 2003 – 27. Juli 2006                  |
| Inneres     | Loris Francini          | PDCS    | 12. Dezember 2003 – 27. Januar 2005                |
| Inneres     | Pier Marino Mularoni    | PDCS    | 27. Januar 2005 – 16. Februar 2005 (kommissarisch) |
| Inneres     | Giovanni Lonfernini     | PDCS    | 16. Februar 2005 – 21. Februar 2005                |
| Inneres     | Rosa Zafferani          | PDCS    | 21. Februar 2005 – 27. Juli 2006                   |
| Finanzen    | Pier Marino Mularoni    | PDCS    | 12. Dezember 2003 – 27. Juli 2006                  |
| Industrie   | Claudio Felici          | PdD/PSD | 12. Dezember 2003 – 27. Juli 2006                  |
| Kultur      | Rosa Zafferani          | PDCS    | 12. Dezember 2003 – 21. Februar 2005               |
| Kultur      | Giovanni Lonfernini     | PDCS    | 21. Februar 2005 – 27. Juli 2006                   |
| Territorium | Gian Carlo Venturini    | PDCS    | 12. Dezember 2003 – 27. Juli 2006                  |
| Arbeit      | Paride Andreoli         | PSS/PSD | 12. Dezember 2003 – 27. Juli 2006                  |
| Gesundheit  | Massimo Roberto Rossini | PdD/PSD | 12. Dezember 2003 – 27. Juli 2006                  |

### Bemerkungen
1. ↑  Segretario di Stato per gli Affari Esteri e Politici, la Programmazione Economica e la Giustizia
2. ↑  Segretario di Stato per gli Affari Interni e la Protezione Civile e i Rapporti con le Giunte di Castello (bis 21. Februar 2005)
_ Segretario di Stato per gli Affari Interni, la Pubblica Istruzione e l’Università (ab 21. Februar 2005)
3. ↑  Segretario di Stato per le Finanze, il Bilancio, i Trasporti, i Rapporti con l’A.A.S.F.N. e con l’A.A.A.S.(bis 21. Februar 2005)
_ Segretario di Stato per le Finanze, il Bilancio, i Trasporti, la Ricerca e i Rapporti con l’A.A.S.F.N. (ab 21. Februar 2005)
4. ↑   Segretario di Stato per l’Industria, l’Artigianato, il Commercio, le Telecommunicazioni e la Cooperazione Economica
5. ↑  Segretario di Stato per la Pubblica Istruzione, l’Università, gli Instituti Culturali e l’Informazione (bis 21. Februar 2005)
_ Segretario di Stato per l’Informazione, gli Instituti Culturali, la Protezione Civile e i Rapporti con l’A.A.S.S. e con le Giunte di Castello (ab 21. Februar 2005)
6. ↑  Segretario di Stato per il Territorio, l’Ambiente, l’Agricoltura e i Rapporti con l’A.A.S.P
7. ↑  Segretario di Stato per il Lavoro e la Cooperazione, il Turismo, lo Sport e le Poste
8. ↑   Segretario di Stato per la Sanità e la Sicurezza Sociale, gli Affari Sociali e le Pari Opportunità

## Veränderungen
Innenminister Francini trat am 27. Januar 2005 zurück. Das Ressort wurde kommissarisch von Finanzminister Mularoni verwaltet bis am 16. Februar Giovanni Lonfernini neuer Minister wurde. Am 21. Februar 2005 kam es zu einer Umverteilung der Zuständigkeiten in den Ressorts Inneres, Finanzen und Kultur.